# بوب ديفوس
بوب ديفوس (بالإنجليزية: Bob deVos)‏ هو عازف قيثارة جاز أمريكي، ولد في 1946 في باترسون في الولايات المتحدة.

## وصلات خارجية
- الموقع الرسمي
- بوب ديفوس على موقع ميوزك برينز (الإنجليزية)
- بوب ديفوس على موقع أول ميوزيك (الإنجليزية)
- بوب ديفوس على موقع ديسكوغز (الإنجليزية)